# Lịch sử văn hóa Ba Lan
Thuật ngữ lịch sử văn hóa đề cập đến cả một ngành học thuật và đối tượng của nó. Lịch sử văn hóa của Ba Lan thường kết hợp các cách tiếp cận của nhân học và lịch sử để xem xét các truyền thống văn hóa của Ba Lan cũng như các diễn giải về kinh nghiệm lịch sử. Nó kiểm tra các ghi chép và mô tả tường thuật về kiến thức, phong tục và nghệ thuật trong quá khứ của quốc gia Ba Lan. Chủ đề của nó bao gồm sự liên tục của các sự kiện dẫn từ thời Trung cổ đến nay.
Lịch sử văn hóa của Ba Lan gắn liền với lĩnh vực nghiên cứu Ba Lan, giải thích các ghi chép lịch sử không chỉ liên quan đến hội họa, điêu khắc và kiến trúc, mà còn là cơ sở kinh tế làm nền tảng cho xã hội Ba Lan bằng cách biểu thị các cách sống chung khác nhau bằng cách cả một nhóm người Lịch sử văn hóa của Ba Lan liên quan đến tổng hợp các hoạt động văn hóa trong quá khứ, như nghi lễ, ý tưởng, khoa học, các phong trào xã hội và sự tương tác của các chủ đề văn hóa với ý thức về bản sắc.
Lịch sử văn hóa của Ba Lan có thể được chia thành các thời kỳ sau:
- Trung Cổ
- Phục hưng
- Baroque
- Khai sáng
- Chủ nghĩa lãng mạn
- Chủ nghĩa thực chứng
- Ba Lan trẻ
- Giữa 2 cuộc chiến
- Chiến tranh Thế giới II
- Cộng hòa Nhân dân Ba Lan [2]
- Hiện đại